# Планеты (Холст)
«Планеты» (англ. The Planets) Op. 32 — симфоническая сюита Густава Т. Холста, написанная в 1914—1916 годах.
Каждая часть сюиты названа в честь одной из планет Солнечной Системы с соответствующим ей, по мнению композитора, астрологическим характером.
С момента премьеры и по сей день сюита пользуется неизменной популярностью и влиянием, широко исполняется и часто записывается. Однако, произведение было представлено в полном публичном исполнении только через несколько лет после завершения работы над ним. Премьера состоялась в Королевском Зале 29 сентября 1918 года под управлением друга Холста Адриана Боулта перед приглашённой аудиторией (около 250 человек).
Первое полное публичное исполнение сюиты Лондонским симфоническим оркестром состоялось 15 ноября 1920 года в Лондоне под управлением Альберта Коутса.

## История создания

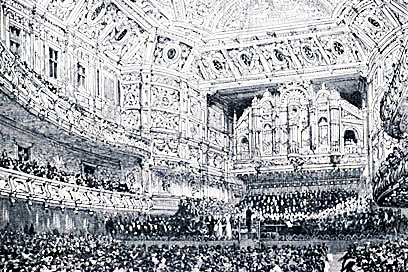
Королевский Зал в Лондоне, где в 1918 году состоялась премьера сюиты «Планеты»

Концепция работы астрологическая, а не астрономическая (именно поэтому Земля, наряду с Солнцем и Луной, не включена в неё, несмотря на присутствие нетрадиционных тогда Урана и Нептуна)-(однако с этим можно поспорить, так как астрология (и западная, и ведическая) предусматривает Луну и Солнце): каждая часть сюиты предназначена для передачи идей и эмоций, связанных с влиянием планет на психологию человека, а не римских божеств.
Идея работы была предложена Холсту Клиффордом Баксом, познакомившим его с астрологией, когда они были частью небольшой группы английских художников, отдыхавших на Майорке весной 1913 года; Холст стал приверженцем этой псевдонауки и ради забавы составлял гороскопы для своих друзей.
Холст также использовал книгу Алана Лео «Что такое гороскоп?» (англ. «What is a Horoscope?») в качестве опоры для собственных идей, а также для названий частей произведения.
17 января 1914 года Холст принял участие в исполнении «Пяти пьес для оркестра» («Five Pieces for Orchestra») в Королевском Зале под управлением Эдварда Кларка. Густав быстро приобрёл единственную копию партитуры произведения Шёнберга, которой он когда-либо владел. Это повлияло на Холста, по крайней мере, в том аспекте, что рабочее название его «Планет» было «Семь пьес для большого оркестра» («Seven Pieces for Large Orchestra»).
При сочинении произведения Густав Холст изначально изложил ноты для двух фортепиано (в четыре руки), за исключением «Нептуна, мистика» («Neptune, the Mystic»), который был нотирован для органа, так как по мнению композитора, звук фортепиано — слишком ударный для описания таинственного и далёкого мира. Затем автор оркестровал сюиту для большого оркестра, и уже в этом виде она стала чрезвычайно популярной. Использование Холстом навыков оркестровки было очень о́бразным и красочным, показывая влияние таких его современников, как И. Стравинский и А. Шёнберг, а также поздних русских романтиков (Н. Римский-Корсаков, А. Глазунов). Эти романтические звучания помогли принести «Планетам» немедленный успех с аудиториями как на родине Холста, так и за рубежом. Несмотря на то, что сюита остаётся самым популярным произведением композитора, сам Густав не считал его в числе своих лучших творений и впоследствии даже жаловался, что популярность «Планет» полностью превзошла другие его сочинения. Однако, всё же он был неравнодушен к своей любимой части — «Сатурн, вестник старости» («Saturn, the Bringer of Old Age»).

## Премьера
Незадолго до перемирия (прим.: военного) Густав Холст ворвался в мой кабинет: «Адриан, YMCA отправляют меня в Салоники совсем скоро, и Бальфур Гардинер, будь его сердце благословенно, сделал мне прощальный подарок — Куинс-холл со всем его оркестром на целое воскресное утро. Так что мы играем «Планеты», и вам дирижировать».
 Adrian Boult
Оркестровая премьера «Планет» состоялась 29 сентября 1918 года, в последние недели Первой мировой войны, в Куинс-холле, при финансовой поддержке друга и коллеги Холста композитора Г. Бальфура Гардинера; дирижировал по просьбе автора Адриан Боулт. Репетиция была проведена в спешке: музыканты Оркестра Куинс-холла впервые увидели сложную партитуру всего за два часа до выступления, а хор для «Нептуна» был набран из учениц Школы для девочек Святого Павла (где преподавал сам Густав Холст). Это было сравнительно закрытое мероприятие, в котором приняли участие около 250 приглашённых коллег, но автор расценил его как публичную премьеру, подписав копию партитуры Боулта:
|  | Эта копия является собственностью Адриана Боулта, который первым заставил «Планеты» сиять публично и тем самым заслужил благодарность Густава Холста. |

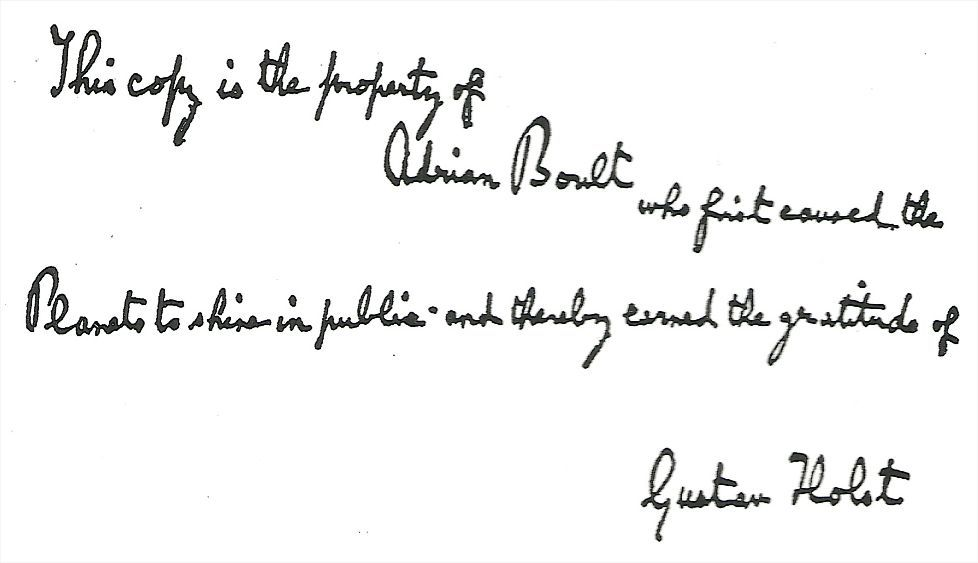
Надпись Холста на копии партитуры Боулта

27 февраля 1919 года в Лондоне под эгидой Королевского филармонического общества состоялся публичный концерт под управлением А. Боулта. Были сыграны пять из семи частей сюиты в следующем порядке: «Марс, вестник войны»; «Меркурий, крылатый посланник»; «Сатурн, вестник старости»; «Уран, волшебник»; «Юпитер, приносящий радость». Боулт решил не играть все семь частей на этом концерте. Он чувствовал, что полчаса — это максимум того, сколько могла принять публика, когда слышала совершенно новый музыкальный язык. Анонимный критик в «Ежегоднике Хейзелла» («Hazell's Annual») назвал сюиту «чрезвычайно сложной и заумной». На симфоническом концерте в Куинс-холле 22 ноября того же года Густав Холст дирижировал «Венерой, вестницей мира» (первое её публичное исполнение), «Меркурием» и «Юпитером». 10 октября 1920 года в Бирмингеме состоялось ещё одно неполное публичное исполнение пяти частей («Марс», «Венера», «Меркурий», «Сатурн» и «Юпитер»), однако неясно, дирижировал ли этим исполнением Эплби Мэтьюз или же сам Холст.
Дочь композитора Имоджен позднее вспоминала:

Он ненавидел неполные исполнения «Планет», хотя несколько раз ему приходилось соглашаться на три-четыре части в концертах в Куинс-холле. Ему особенно не нравилось заканчивать исполнение «Юпитером», ради «счастливого конца», потому что, как он сам говорил, «в настоящем мире конец далеко не счастливый».
Оригинальный текст (англ.)He hated incomplete performances of The Planets, though on several occasions he had to agree to conduct three or four movements at Queen's Hall concerts. He particularly disliked having to finish with Jupiter, to make a "happy ending", for, as he himself said, "in the real world the end is not happy at all".

Первое полное исполнение сюиты на публичном концерте состоялось 15 ноября 1920 года, дирижировал Лондонским симфоническим оркестром Альберт Коутс. Это было первое публичное исполнение «Нептуна», так как все остальные части сюиты были публично сыграны ранее.
13 октября 1923 года Холст впервые дирижировал полным исполнением сюиты на Променадных концертах. Под управлением композитора также осуществлены две записи "Планет", обе с Лондонским симфоническим оркестром: первая, акустическая, сделана между 1922 и 1924 гг (в настоящее время доступна на лейбле Pavilion Records' Pearl); вторая, сделанная в 1926 году с использованием новой тогда технологии электрической записи (в 2003 году она была выпущена на компакт-дисках IMP, а затем на Naxos Records за пределами Соединенных Штатов). Из-за нехватки времени при 78 оборотах грампластинки в минуту, темп в этих записях получился намного быстрее, чем в более поздних звукозаписях (конца XX — начала XXI вв).

## Состав оркестра
Для полностью исполняемого сочинения требуется следующий состав оркестра:
| Деревянные духовые 2 флейты-пикколо флейта (дублирует первую флейту-пикколо) альтовая флейта (дублирует вторую флейту-пикколо и играет ноты бас-флейты in G) 2 гобоя (второй дублирует бас-гобой) бас-гобой английский рожок 3 кларнета in B♭ и in A бас-кларнет in B♭ 3 фагота контрафагот Медные духовые 6 валторн in F 4 трубы in C 2 тенор-тромбона бас-тромбон тенор-туба in B♭ бас-туба | Перкуссия (на 4 игрока) 6 литавр (на 2 игрока) бас-барабан, малый барабан, тарелки, треугольник, там-там (гонг), бубен, глокеншпиль, трубчатые колокола (на 3 игрока) ксилофон Клавишные челеста (на одного из перкуссионистов) орган Струнные 2 арфы I и II скрипки альты виолончели контрабасы |

В «Нептуне, …» добавлены 2 трёхчастных женских хора (каждый из которых состоит из двух секций сопрано и одной секции альта), располагаемых в соседней комнате, которая должна быть экранирована от аудитории.

## Структура произведения
Сюита состоит из семи частей, каждая из которых названа в честь планеты и имеет соответствующий астрологический характер:
1. «Марс, вестник войны» («Mars, the Bringer of War», 1914)
2. «Венера, вестник мира» («Venus, the Bringer of Peace», 1914)
3. «Меркурий, крылатый посланник» («Mercury, the Winged Messenger», 1916)
4. «Юпитер, приносящий радость» («Jupiter, the Bringer of Jollity», 1914)
5. «Сатурн, вестник старости» («Saturn, the Bringer of Old Age», 1915)
6. «Уран, волшебник» («Uranus, the Magician», 1915)
7. «Нептун, мистик» («Neptune, the Mystic», 1915)

Оригинальное название сюиты, содержавшееся в рукописной партитуре, было «Семь пьес для большого оркестра». Холст, весьма вероятно, присутствовал на раннем исполнении «Пяти пьес для оркестра» А. Шёнберга в 1914 году (период, когда он как раз написал «Марс, …», «Венеру, …» и «Юпитер, …»; календарный дневник Холста включает в себя запись о дате второго лондонского исполнения произведения в январе 1914 года) и владел партитурой этого произведения (единственной Шёнберга). Каждая часть сюиты «Планеты» первоначально называлась только второй частью нынешнего названия, например, «I, вестник войны», «II, вестник мира» («I, The Bringer of War», «II, The Bringer of Peace», …) и т. д.; современные названия частей появились лишь ко времени первого (неполного) публичного исполнения сюиты в сентябре 1918 года, хотя они никогда не были дописаны к первоначальной партитуре.
Обычное исполнение (как можно ближе к указанному темпу) всех семи частей длится около пятидесяти минут, хотя собственная электрическая запись Холста 1926 года составляет чуть более сорока двух с половиной минут (что объясняется временны́м ограничением граммпластинок того времени).
Одним из объяснений структуры сюиты, представленных Раймондом Хэдом (Raymond Head), является идея астрологических характеристик планет: если знаки зодиака перечислены вместе с их управляющими планетами в традиционном порядке, начиная с Овна, игнорируя дублирования и светила (Солнце и Луну), то порядок частей им соответствует. Критик Дэвид Гурвиц предлагает альтернативное объяснение структуры произведения: Юпитер — центральная точка сюиты, а остальные части по обеи его стороны — зеркальные отражения (см. Гармония сфер). Таким образом, «Марс, …» содержит в себе стремительное движение, но «Нептун, …» — статичен; «Венера, …» как бы возвышенна (величественна), в то время как «Уран, …» — вульгарен; «Меркурий, …» — светлый и быстрый (скерцандо), а «Сатурн, …» тяжёлый и медленный. Эта гипотеза подтверждается тем фактом, что обе «внешних» части, «Марс, …» и «Нептун, …», написаны в довольно необычном пятикратном метре (тактовый размер — 5/4).
Холст страдал невритом правой руки, из-за чего он обратился за помощью к нескольким амануенсисам (прим.: литературным помощникам) в оценке «Планет». Это видно из количества различных рук, используемых при дирижировании, что заметно при глубоком анализе.
«Нептун, мистик» был одним из первых произведений оркестровой музыки, имевших затухающую концовку, хотя несколько композиторов (в том числе Йозеф Гайдн в финале своей «Прощальной симфонии») различными способами также достигали подобного эффекта. Холст оговаривает, что женские хоры «должны быть помещены в соседнюю комнату, дверь которой остаётся открытой до последнего такта, в котором она должна быть медленно и тихо закрыта», и что последний такт (набранный только для хоров) «должен повторяться до тех пор, пока звук не потеряется вдали». Хотя сегодня это обычное явление, — эффект околдовал аудиторию в эпоху до широкого распространения записанного звука; после первоначального исполнения 1918 года дочь Холста Имоджен (в дополнение к просмотру танцующих в проходах уборщиц во время «Юпитера, …») заметила, что окончание было «незабываемым, с его скрытым хором женских голосов, становящихся всё более слабыми и слабыми … пока воображение не знало разницы между звуком и тишиной».

## Дополнения других композиторов

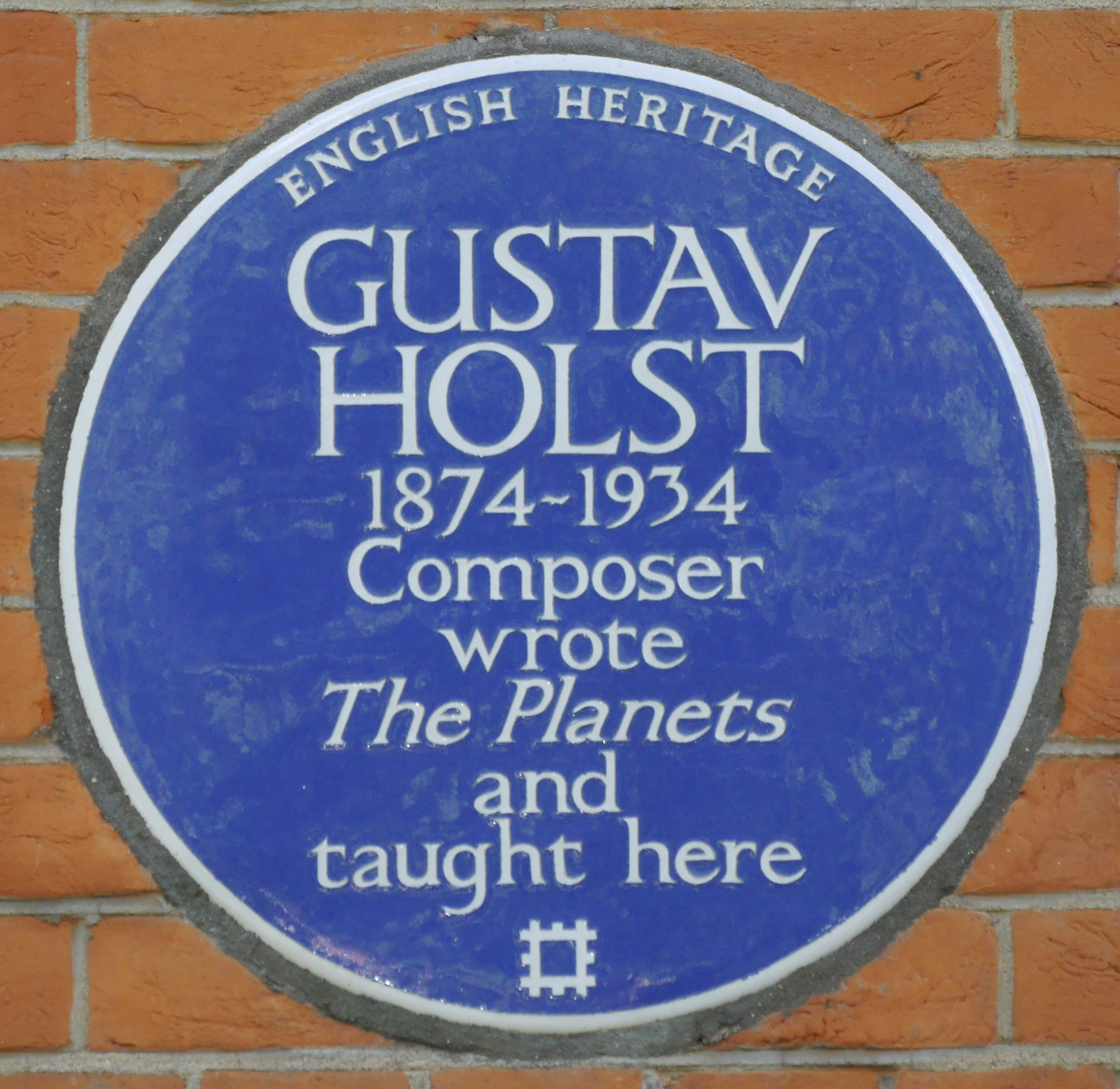
Синяя табличка на Школе для девочек Святого Павла, Лондон

По ряду причин, было предпринято несколько попыток различных композиторов добавить музыку в сюиту Холста, хотя на сегодняшний день самой распространённой, исполняемой в концертном зале и на записи, остаётся оригинальная версия из семи частей.

### Плутон
Плутон был открыт в 1930 году, за четыре года до смерти композитора, и был провозглашён астрономами девятой планетой. Однако, автор «Планет» не выразил интереса в написании части про новую планету. Он разочаровался в популярности сюиты, полагая, что она перенимает на себя слишком много внимания в ущерб другим его работам.
В заключительной трансляции серии Концертов для молодёжи (Young People's Concerts) в марте 1972 года дирижёр Леонард Бернстайн привёл Нью-Йоркский филармонический оркестр к довольно прямой интерпретации сюиты, хотя отказался от исполнения «Сатурна, …», потому что считал, что тема старости не имеет отношения к концерту для детей. Передача завершилась импровизированным спектаклем, который Л. Бернстайн назвал «Плутон, непредсказуемый». C 26 марта 1972 это исполнение доступно на DVD-дисках The Kultur.
В 2000 году Оркестр Халле поручил английскому композитору Колину Мэтьюзу, специалисту по Холсту, написать новую восьмую часть, которую он назвал «Плутон, обновитель» («Pluto, the Renewer»). Посвящённая покойной Имоджен Холст, она впервые была исполнена Оркестром Халле в Манчестере 11 мая 2000 года под управлением Кента Нагано. Колин также немного изменил концовку «Нептуна, …», чтобы та «вела прямо в „Плутон, …“». Композитор лично высказал подозрение, что, несмотря на преданность, Имоджен Холст «была бы и удивлена, и встревожена этим сочинением».
24 августа 2006 года Международный астрономический союз (МАС) определил, что значит «быть планетой в Солнечной системе». Это определение исключило Плутон из списка планет и перенесло его в новою категорию так называемых «карликовых планет», наряду с Эридой и Церерой. После решения МАС Кеньон Д. Уилсон (Kenyon D. Wilson), сочинил квинтет для тромбонов под названием «Песни далёкой Земли» («Songs of Distant Earth»). Название происходит от одноимённого романа Артура Кларка.
Композиция содержит пять частей, каждая из которых названа в честь одной из пяти известных тогда карликовых планет — Эриды, Плутона, Хаумеа, Макемаке и Цереры. В отличие от композиции Мэтьюза, эта работа не предназначена для исполнения вместе (внутри) с сюитой Холста.

### Астероиды
В 2006 году Берлинский филармонический оркестр совместно с сэром Саймоном Рэттлом и EMI Classics заказал четырём композиторам (Кайе Саариахо, Маттиасу Пинчеру, Марку-Энтони Тёрниджу и Бретту Дину) и впоследствии записал дополнительную сюиту «Астероиды» («Asteroids») о соответствующих телах в Солнечной системе, состоящую из четырёх частей (с указанием авторства):
1. «Астероид (4179) Таутатис» («Asteroid 4179: Toutatis») — Саариахо;
2. «В сторону Осириса[англ.]» («Towards Osiris») — Пинчер;
3. «Церера» («Ceres») — Тёрнидж;
4. «Падение Комарова» («Komarov's Fall») — Дин.

## Известные аудиозаписи
Первая запись «Планет», как уже упоминалось ранее, была осуществлена в 1922 году под управлением самого Густава Холста, однако, её темп был значительно ускорен в связи с ограничением временны́х возможностей граммпластинок.
Сейчас наиболее популярной остаётся запись Берлинского филармонического оркестра под управлением Герберта фон Караяна (1981 года). Её популярность, в частности, в Рунете, обусловлена широкой распространённостью и доступностью пиратских копий записи.

## Известные цитаты и адаптации

### Неоркестровые обработки
- «Фортепианный дуэт (в четыре руки)» («Piano duet (four hands)») — гравированная[что?] копия аранжировки собственного фортепианного дуэта Холста, найденная музыкантом Джоном Йорком (John York)[48].
- «Два фортепиано (дуэт)» («Two pianos (duo)») — Г. Холст изначально набросал работу для двух фортепиано, из-за необходимости компенсировать неврит правой руки. Его друзья Нора Дэй (Nora Day) и Уолли Ласкер (Vally Lasker) согласились сыграть для него аранжировку для двух фортепиано, когда он диктовал им детали оркестровой партитуры. Эта записанная ими партитура для двух фортепиано использовалась в дальнейшем в качестве руководства, когда пришло время создавать полную оркестровую партитуру[49]. Аранжировка для двух фортепиано была опубликована в 1949 году. Оригинальные рукописи Холста этого произведения находятся в фондах Королевского музыкального колледжа («Марс, …», «Венера, …», «Сатурн, …», «Уран, …», «Нептун, …»), Королевской академии музыки («Меркурий, …») и Британской библиотеки («Юпитер, …», «Сатурн, …», «Уран, …»)[50].
- Питер Сайкс (Peter Sykes), американский клавесинист и органист, транскрибировал[что?] «Планеты» для органа[51][52].
- Английский оркестратор Джордж Мортон (George Morton) транскрибировал[что?] «Планеты» для ансамбля из 15 человек или камерного оркестра[53][54].
- Исао Томита (Isao Tomita) адаптировал «Планеты» под Moog и другие синтезаторы и электронные устройства[55]. Оригинальные выпуски долгоиграющей пластинки очень редкие (из-за авторских прав на имущество Холста, пользуясь которыми, его дочь, Имоджен, всячески препятствовала расширению доступности музыки композитора в Великобритании)[56]. Патрик Глисон[англ.] в 1976 году также записал электронную версию под названием «За пределами Солнца» («Beyond The Sun»)[источник не указан 2367 дней].
- Стивен Робертс (Stephen Roberts), заместитель дирижёра Английского симфонического оркестра[англ.], переписал всю сюиту «Планеты» для духового оркестра[57].
- Джей Бокук[англ.] аранжировал части «Марс, …», «Венера, …» и «Юпитер, …» для маршевого оркестра[англ.][58]. Пол Мурта (Paul Murtha) также организовал хоральную секцию «Юпитера, …» для маршевого оркестра[59]. Кевин Шах (Kevin Shah) и Тони Нуньес (Tony Nunez) также создали работу о Юпитере под названием «Приносящий радость» («Bringer of Joy»)[60].
- Cуществует множество других транскрипций всей сюиты для духового оркестра[источник не указан 2367 дней].
- Джеймс Анкона (James Ancona) аранжировал «Меркурий, …» для ансамбля ударных из 2 глокеншпилей, 2 ксилофонов, 2 вибрафонов, 2 маримб, 5 литавр, небольшой подвесной тарелки и 2 треугольников[61].
- Фрагменты барабанных партитур были исполнены Кавалерийским корпусом барабана и горна[англ.] в 1985 году как часть их репертуара, в 1995 на их отличительном полевом шоу, а также использованы в их «Людях с Марса» («Men Are From Mars») 2017 года[62]. Аналогичное выступление было записано для CD Звездой Индианы[англ.] в рамках их серии «Театр медных духовых» («Brass Theater»)[источник не указан 2367 дней].
- Рок-обработки:
  - Джефф Уэйн[англ.] и Рик Уэйкман с Кевином Пиком (Kevin Peek) сделали прогрессив-рок-версию всей сюиты с добавлением фоновой музыки[англ.] и включили её в альбом под названием «Beyond the Planets» («По Ту Сторону Планет»), который также содержал фоновое повествование Патрика Аллена (Patrick Allen)[источник не указан 2367 дней].
  - Аранжировка «Марса, …» от трио прог-рока Emerson, Lake & Powell появилась на их одноимённом альбоме (1986) и была сыграна в их концертах и позже в 1990 году на концертах Black Sabbath (также с участием Кози Пауэлла)[источник не указан 2367 дней].
  - Группа King Crimson исполнили рок-аранжировку «Марса, …» в 1969 году[63]. Эта аранжировка была выпущена на их втором диске «In the Wake of Poseidon» («Вслед за Посейдоном»), хотя по причинам нарушения авторского права он был переименован в «Треугольник Дьявола» («The Devil's Triangle») и Роберт Фрипп утверждал авторство, семья Холст не получает за это никакие отчисления[источник не указан 2367 дней].
  - Третья прогрессивная рок-группа, Manfred Mann’s Earth Band, также выполнила свою аранжировку «Юпитера, …» с лирическими текстами, которую они назвали «Joybringer»[64]. Хотя этот сингл не был включён в альбом «Solar Fire» («Огонь Солнца»), и вместо этого группа написала свои собственные «космические» пьесы (из-за того, что группе не разрешили адаптировать все части сюиты), Манн несколько раз возвращался к темам Холста[65]. Альбом 1987 года «Маска» («Masque») (подзаголовок: «Песни и Планеты», «Songs and Planets») включена новая версия «Joybringer» и две вариации «Юпитера, …»: «Гимн» (из «Юпитера, …») («Hymn (from Jupiter)») и «Пара друзей» («A Couple of Mates»). Последний также содержал фрагменты «Марса, …» и получил отдельную версию с вокалом Манфреда (2004нгод) в сольном альбоме 2006 года[источник не указан 2367 дней].
  - Блэк- и викинг-метал группа Bathory аранжировала часть «Юпитера, …» как мелодию песни «Hammerheart»[источник не указан 2367 дней], из альбома «Twilight of the Gods» («Гибель Богов»)[66].
  - Рок-группа Sands («Пески») записала сокращённую версию «Марса, …», которая доминировала во второй половине их сингла 1967 года «Listen to the Sky» («Послушай небо»)[источник не указан 2367 дней].
  - Группа Дэйва Эдмундса Love Sculpture[англ.] включила часть «Марс, вестник войны» в свой альбом 1970 года «Forms and Feelings» («Формы и чувства»), хотя только в американскую версию альбома из-за того, что семья Холста предотвратила выпуск трека по всему миру[источник не указан 2367 дней].
  - Психоделик-рок группа «Андромеда» использовала тему «Марса, …» во вступлении сюиты «Возвращение к здравомыслию» из их дебютного альбома 1969 года (с Джоном Дю Канном, играющим на гитаре)[источник не указан 2367 дней].
  - Прогрессив-рок-группа «Yes» процитировала несколько разделов «Юпитера, приносящего радость» в песне «Пророк» («The Prophet») из альбома 1970 года «Time and a Word» («Время и Слово»)[67].
  - В треке дэт-метал группы Nile «Рамзес, вестник войны» содержится звуковая и титулярная ссылка на «Марс, …» Г. Холста[68].
  - Дэт-метал группа Aeon записала версию «Нептуна, мистика» для своего альбома «Aeons Black», хотя и гораздо короче, чем оригинал, состоящую из нескольких избранных основных мелодий[69].
  - Гитарист группы «Led Zeppelin» Джимми Пейдж включал свободный импровизированный раздел, основанный на «Марсе, вестнике войны» во время живых импровизированных версий «Dazed and Confused» от его первого включения в альбом в октябре 1969 года до последнего исполнения песни в мае 1975 года[70].
  - Вступление в песне «Am I Evil?» группы Diamond Head, а также основной рифф из «Black Sabbath» и гитарный мостик из «Children of the Grave» группы Black Sabbath основаны на «Марсе, …»[71][72]. Во время их гастрольного тура 1990 года с альбомом «Tyr» части «Марса, вестника войны» использовались в барабанном соло Кози Пауэлла[73]. Iron Maiden использовали «Марс, …» в качестве вступления к своим концертам в 2007—2011 годах.
  - Вступление в «White Room» (1968) британской рок-группы Cream[источник не указан 2367 дней]; вступление в песне «Eyes of the World 1979 года» из альбома Down to Earth группы Rainbow[74], в композиции «Panorama» из альбома «NATO» Laibach[75][76], куплет в песне «Кто ухаживает за огнем?» («Who Tends the Fire?», 1989) группы Перебор[источник не указан 2367 дней], в одноимённой песне «Марс, вестник войны» («Mars, The Bringer of War», 1999) группы Повелитель[источник не указан 2367 дней], гитарный мостик в песне «Boom!» (2002) «System of a Down»[источник не указан 2367 дней], вокальное исполнение темы в композиции «Война» («War», 2003) группы Проклятье Ван Хельсинга[англ.][источник не указан 2367 дней], в первой композиции концерта Дип Пёрпл в Калифорнии на Grandstand Arena Ventura County Fair 2014 года[источник не указан 2367 дней] встречаются обработки «Марса, вестника войны».
- Японская певица Аяка Хирахара выпустила поп-версию «Юпитер» («Jupiter») в декабре 2003 года. Она заняла второе место в чартах Oricon и разошлась тиражом почти в миллион копий, что сделало её третьим самым продаваемым синглом на японском рынке популярной музыки в 2004 году, сингл оставался в чартах более трёх лет[77].
- Фрэнк Заппа процитировал «Юпитер, …» в своей песне «Призыв и Ритуальный танец молодой тыквы» («Invocation & Ritual Dance of the Young Pumpkin») из альбома Absolutely Free 1967 года[78].
- Группа Symphony X включили ссылки на «Марс, …» в свою песню «Божественные крылья трагедии[англ.]»[79]. Они также цитировали «Урана, волшебника» в своей песне «Одиссея[англ.]»[источник не указан 2367 дней].
- Кен Стрингфеллоу[англ.] процитировал «Юпитер, …» в своей песне «Любая любовь (Кассандра и Люн)» («Any Love (Cassandra et Lune)») в альбоме 2004 года Команды поддержки («Soft Commands»)[источник не указан 2367 дней].
- Американский мультиинструменталист Кейлин Ллойд (Cailyn Lloyd) включила прогрессив-рок аранжировки «Юпитера, …», «Сатурна, …», а также «Урана, …» и «Нептуна, …» в свой альбом 2015 года «Вояджер» («Voyager»)[источник не указан 2367 дней].
- Американская хэви-метал группа Savatage использовала часть «Марс, …» в треке «Прелюдия к безумию» («Prelude to Madness») в своём альбоме 1987 года «Hall of the Mountain King».

### В современной культуре
- Кен Рассел в 1983 году снял 50-минутный музыкальный видеоклип на музыку «Планет»[80], видеоряд которого отображает режиссёрское видение истории 20-го века.
- Джон Уильямс использовал мелодии и инструментовку «Марса, вестника войны» в качестве основы для своих саундтреков к фильмам «Звёздные войны» (в частности, вдохновлённый этой частью «Имперский марш»)[81].
- Ханс Циммер скрытно использовал мелодии, инструментовку и оркестровку «Марса, …» в качестве основы для саундтрека к фильму «Гладиатор» до такой степени, что фондом семьи Холста был подан иск о нарушении авторских прав[82].
- Джаз-фьюжн группа «Скорая помощь» (Safety Squad) использовали знаменитый ритм из «Марса, …» в своей песне «Месть г-на Мунго» («Mr. Mungo's Revenge»)[83].
- Док Хаммер[англ.], соавтор блока серий «Братья Вентура» мультсериала «Купание для взрослых», использует части «Марса, …» для сцены с участием двух второстепенных персонажей серии Приспешников 21 и 24 в эпизоде «Поплавки Ненависти» («Hate Floats») 2 сезона[источник не указан 2367 дней].
- «Нептун, мистик» был использован в последовательности превью 4 эпизода 2 сезона американского драма-триллер сериала «Мистер Робот»[84].
- Сёдзи Мегуро[англ.] в 2011 году создал неоркестровый ремикс для видеоигры «Catherine» из частей «Марс, вестник войны» и «Юпитер, приносящий радость».
- Начало «Юпитера» звучит в самом начале советского комедийного фильма 1991 года «Семь дней с русской красавицей».

### Гимны
Холст адаптировал мелодию центральной части «Юпитера, …» в 1921 году, чтобы соответствовать метру начала поэмы «Я клянусь тебе, моя страна» («I Vow to Thee, My Country»). Он сделал отдельную песню в рамках гимна и назвал её «Такстед», в честь одноимённого города в Эссексе, где Холст жил в течение многих лет, которая также была использована для других гимнов, таких как «О Боже за все хвалы» («O God Beyond All Praising») и «Мы хвалим Тебя и признаем Тебя» («We Praise You and Acknowledge You») со словами преподобного Стивена Старка (Rev. Stephen P. Starke). Это, безусловно, самая известная мелодия сюиты.
«Я клянусь тебе, моя страна» был написан между 1908 и 1918 гг сэром Сесилом Спринг Райсом и стал известен как ответ на человеческие потери Первой мировой войны. Гимн впервые прозвучал в 1925 году и быстро стал патриотическим. Хотя Холст не имел таких патриотических намерений, когда он первоначально сочинил музыку, эти адаптации поощряли других композиторов[кого?] обращаться к партитуре сюиты аналогичным образом на протяжении всего XX века.
Мелодия «Такстеда» также была адаптирована, положена на текст Чарли Скарбека и названа как «World in Union» (англ. Мир в Единении). Эта песня используется в качестве темы для Кубка мира по регби и появляется в большинстве телевизионных передач, а также перед матчами.